# 米倉忠仰
米倉 忠仰（よねくら ただすけ）は、江戸時代中期の大名。下野国皆川藩4代藩主、武蔵国六浦藩（金沢藩）初代藩主。六浦藩米倉家4代。官位は従五位下・丹後守、主計頭。

## 生涯
宝永3年（1706年）2月1日、5代将軍・徳川綱吉に側用人として仕えた柳沢吉保の六男として誕生（一説には四男とされているが、四男は柳沢経隆）。
宝永7年（1710年）7月18日、皆川藩3代藩主・米倉昌照の養子となり、正徳2年（1712年）に昌照が死去したために跡を継いだ。
享保元年（1716年）9月1日、8代将軍・徳川吉宗に拝謁し、享保5年（1720年）12月18日に叙任する。享保7年（1722年）7月27日に六浦（金沢）へ移封となる。
享保20年（1735年）閏3月23日、出仕停止を命じられる。病床にあった忠仰は、長男・里矩の年齢を3歳から9歳に修正する報告を行った。幕府はこれを咎めたのである。実は虚偽の報告であり、忠仰死後に判明することになる。同年4月8日、死去。享年30。
跡を里矩が継ぐが、生前に忠仰が里矩の年齢を詐称していたことから、お家騒動が起こった。

## 系譜
父母
- 柳沢吉保（実父）
- 片山氏 ー 側室（実母）
- 米倉昌照（養父）

正室
- 本多忠直の娘

側室
- 香雲院 ー 堀井氏

子女
- 米倉里矩（長男）生母は香雲院（側室）